# Lamares
Lamares ist ein Ort und eine ehemalige Gemeinde (Freguesia) im portugiesischen Kreis Vila Real. Die Gemeinde hatte 350 Einwohner (Stand 30. Juni 2011).
Am 29. September 2013 wurden die Gemeinden Lamares und Mouçós zur neuen Gemeinde União das Freguesias de Mouçós e Lamares zusammengeschlossen.